# Beverage Partners Worldwide
Beverage Partners Worldwide (BPW) war ein Joint Venture zwischen Coca-Cola und Nestlé im Bereich der „ready-to-drink“ Grüntee-, Schwarztee- und Kaffeegetränke. Es wurde 2001 gegründet und ist der Nachfolger des Joint-Ventures Coca-Cola and Nestlé Refreshments.
BPW ist Weltmarktführer auf diesem Gebiet. 2007 wurde ein Umsatz von 12 Mrd. USD erwirtschaftet.
Nestlé brachte die Marken Nestea und Nescafé und die Produktionsstätten in die Partnerschaft mit ein, während von Coca-Cola fünf kleinere in Europa unbekannte Tee- und Kaffeemarken kommen und vor allem die Distributionswege zur Verfügung gestellt werden. Die beiden Unternehmen sind in anderen Geschäftsbereichen wie Mineralwasser Hauptkonkurrenten.
Das Joint Venture wurde Anfang 2018 beendet. Die Vertriebs- und Produktionsrechte von Nestea in Spanien, Portugal, Rumänien, Andorra, Bulgarien, Ungarn und Kanada gingen an Coca-Cola, die Rechte in den weiteren europäischen Ländern und den USA erhielt Nestlé.